# Thorleif Hellbom
Gunnar Thorleif Hellbom, född den 1 april 1924 i Mörkö i  Södermanland, död den 30 augusti 2011 i Katarina församling i Stockholm, var en svensk journalist, författare och översättare. 

## Biografi
Thorleif Hellbom var son till konstnären Emil Hellbom och Anna Emilia (Emy) Hellbom, född Gustafsson, samt bror till regissören Olle Hellbom. Efter studenten 1943 blev han först  sommarvikarie och senare fast anställd på Nya Dagligt Allehanda. Han arbetade som  redaktionssekreterare på Filmjournalen och var mellan 1947 och 1948 tidningen Expressens korrespondent i New York. Följt av redaktionssekreterare och senare chefredaktör på månadstidningen Allt. Därpå chef för nyhetsmagasinet Nutid.
Hellbom var från 1955 under många år anställd vid Dagens Nyheter, med arbete på alla avdelningar utom Ekonomi, varav många år i redaktionsledningen, där han bland annat var med och startade "På Stan". Efter pensioneringen fortsatte han att arbeta på tidningen som TV-kritiker och skrev födelsedagsintervjuer.
Thorleif Hellbom är gravsatt i minneslunden på Katarina kyrkogård i Stockholm.

## Priser och utmärkelser
- Stieg Trenter-priset
- Stockholms stads kulturpris
- Föreningen Södermalms Kasperpris
- S:t Eriksmedaljen
- Magnoliapriset 1997
- Olle Engkvist-medaljen 2008